# 東京市電気局4000形電車
東京市電気局4000形電車（とうきょうしでんききょく4000がたでんしゃ）は、1925年（大正14年）に登場した東京市電気局（後の東京都交通局）の路面電車車輌である。ここでは1925年から製造された旧4000形、旧4000形のバリエーションである4100形及び4200形、そして1949年（昭和24年）から1950年（昭和25年）に製造された更新4000形について記述する。

## 旧4000形
1925年（大正14年）から50輌製造された三扉の低床式ボギー車。車体自体は木造だが、先だって製造された3000形（木造）と同様に鉄骨が採用されている。扉は三枚全て一枚引き戸であり、三扉車の採用は、1919年（大正8年）から1921年（大正10年）に製造され、関東大震災で半数が焼失した「ホヘ中 1653形」以来となった。台車には新設計の低床式D-11形を採用し、当時の軌道に対する車体長の関係から、車端が絞り込まれているという特徴的な外観をしていた。全車が三田車庫に所属し、主に１系統（品川-上野間）で活躍した。
D-11台車は設計に不備があり、4000形系列の乗り心地は当時の市電の中でも最低と称され、走行中の異音や雑音も多かった。またブレーキ構造にも欠陥があったため、ブレーキング時に「ギンギンギン」と独特の異音がした。
太平洋戦争中に20輌が南千住車庫に転出。4010号と4038号が戦災、4001号と4007号が失火事故で喪失している。戦後は6000形の配備に伴い全車が南千住車庫及び柳島車庫に転出している。1949年度に4014号を除く45輌が鋼体化。4014号は鋼製4000形ラストナンバーの続番となる4118号と改番されたが、1952年に鋼体化改造を受け鋼製3000形に改造された。

## 4100形
4000形に引き続いて、1925年（大正14年）から50輌が製造された。こちらも鉄骨採用の低床式木造三扉のボギー車であった。外観的には、4000形よりも若干丸みを帯びたという程度の差異しかなく、本来ならば型式区分する必要はないが、東芝製のRB200形コントローラーを新たに採用したために区分分けされた。4000形と同じく三田車庫に配備されていたが、制御器の違いのためか4000形に比べて鈍足で、混用運転を避けるためにこちらは主に２系統（三田-上野間）で使用された。
戦時中の酷使で1944年10月末までに25輌が休車となり、16輌(稼働車4輌・休車12輌)が戦災廃車。戦後は4000形と同様に6000形配備に伴い柳島車庫と巣鴨車庫、後に広尾車庫にも転出している。なお、復旧された車両のうち8輌は台車をD-10台車に振り替えられ、4103号のみ鋼体化改造のテストベッドとして中央扉を埋められ、ニ扉化された。1949年度に30両が鋼体化改造を受け、木造のまま残存した4輌は改番。うちニ扉化改造を受けた4122号は改軌されて杉並車庫へと転属した。4122号は1951年に鋼製2000形に、残る3輌は翌年に鋼製3000形に改造された。

## 4200形
4000形、4100形に引き続いて1927年（昭和2年）から80輌が製造された。こちらも鉄骨採用の低床式三扉木造ボギー車であった。4000形･4100系とは屋根が異なり、初の鉄板張りとなっている。また、ベンチレーターも取り付けられ、正面の窓下も鉄板張りにするなど、形態的にはかなりの差異がある。しかし、鉄板張りの屋根が腐食し雨漏りが発生するというトラブルが頻発し、後にキャンバス張りへと改装され、同時にベンチレーターも撤去された。4000、4100形と異なって戦前には全車が新宿車庫に配備され、主に11・12系統を受け持っていた。
戦災により42輌が喪失。また他に4273号が火災焼失する事故が起きており、1943年9月に中央出入り口の幅を広げ二枚引き戸に改良した新車体で復旧している。
戦後に休車から復旧した車両のうち7輌は台車をD-10に振り替え、また4229号は前述の4103号同様に中央扉を埋められている。
戦後は多くの車庫に散らばっており、1949年度に35輌が鋼体化。木造のまま残存した3輌は改番され、ニ扉化改造を受けた4125号が改軌されて杉並車庫に転じた。
4125号は1951年に鋼製2000形に、残る2輌は翌年に鋼製3000形に改造された。

## 更新4000形
1949年（昭和24年）から1950年（昭和25年）にかけて、木造の4000形・4100形・4200形の車体更新が行われた。新造された車体の形状は6000形とほぼ同様で、木造の4000形･4100形･4200形の他に王子電気軌道から引き継いだ120形を種車にしている。台車は種車のD-11形を流用したが、一部D-10形に換装された車両もあった。また、日本車輌製造製の4002～4021はウィンドウシルが広幅である。全部で117輌が製造された。
なお、王電120形を種車とした更新4000形は、警笛の音色が他の車輌と異なったと言われる。これは種車となった王電120形のエアーホイッスルをそのまま使用したためで、耳慣れない音色に戸惑う人が多かったとの逸話がある。
車体更新時に不要となった木造車体の16輌分(4000形3輌、4100形9輌、4200形4輌)は1950年（昭和25年）から1953年（昭和28年）にかけて鹿児島市交通局へ譲渡され、同局400形電車（→460形電車）となったほか、戦後の深刻な住宅不足から、江戸川区では都教員の官舎として13棟が1959年（昭和34年）まで利用された。
大久保、巣鴨、柳島を中心に所属し、1968年（昭和43年）6月から廃車が始まった。同年10月に残存する全車両が大久保に集結し、13系統専属で運用された。1970年（昭和45年）3月、大久保車庫廃止とともにすべて廃車となり、形式消滅した。
廃車後は4029、4032、4033の3両が長野県の蓼科高原にあった厚生施設に保存されたが、いずれも撤去された。車体は現存しないが、本形式が装着していたD-11形台車が東京都江戸東京博物館に保存されている。

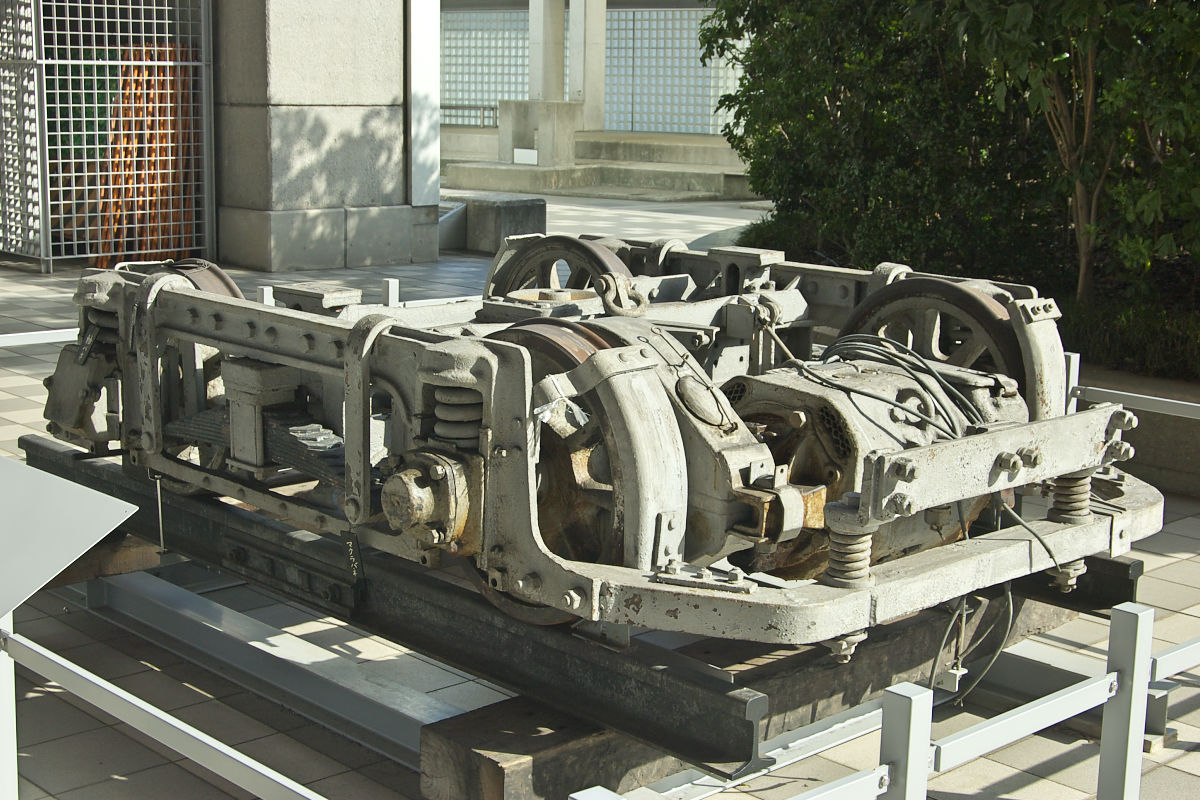
江戸東京博物館で保存されているD-11形台車